# اتحاد بروسيا
اتحاد بروسيا كان تحالفًا تأسس في 21 فبراير 1440 في مدينة مارينفيردر (كفدزين حاليًا) من قبل 53 من النبلاء ورجال الدين و19 مدينة في بروسيا، بهدف مقاومة تعسف فرسان التوتون. استند إلى تنظيم سابق هو اتحاد السحلية الذي أنشأه نبلاء أرض خيلمنا عام 1397.
في عام 1454، طلب قائد الاتحاد يوهانس فون بايزن رسميًا من الملك كازيمير الرابع ياغيلون ضم بروسيا إلى مملكة بولندا، مما أشعل حرب الثلاثة عشر عامًا بين دولة الفرسان وبولندا، حيث ساهمت مدن الاتحاد في تمويل المجهود الحربي البولندي.

## الخلفية
بعد صلح تورن الأول 1411، فرض فرسان التوتون ضرائب مرتفعة على المدن لتمويل التعويضات لبولندا والاستعداد لحرب جديدة. ومع تزايد الاستياء، اتحدت المدن والنبلاء والملاك لتشكيل الاتحاد في مؤتمر عقد في إلبِلونغ، ثم تأسس رسميًا في مارينفيردر في مارس 1440.

## الحرب
في فبراير 1454، ثار الاتحاد على حكم الفرسان وطلب حماية ملك بولندا وضَم الإقليم، وهو ما وافق عليه الملك وضَم المناطق. انتهت الحرب بهزيمة الفرسان في صلح تورن الثاني 1466، حيث ضمت بولندا أراضي بوميرانيا الشرقية وأرض خيلمنا وإلبِلونغ ومالبورك ووارميا، وأُنشئت مقاطعة بروسيا الملكية، بينما بقيت الأراضي الشرقية تحت سيطرة الفرسان كإقطاع تابع لبولندا.

## ما بعد الحرب
تفرّق أعضاء الاتحاد بعد الحرب، وأدى النزاع على أسقفية وارميا إلى حرب الأساقفة في بولندا.

## فهرس
- Górski, Karol (1949). Związek Pruski i poddanie się Prus Polsce: zbiór tekstów źródłowych (بالبولندية). بوزنان: Instytut Zachodni.

1. ↑  Górski 1949، صفحة XXXI.
2. ↑  Górski 1949، صفحات 88–90, 206–207.
3. 1 2  Górski 1949، صفحات 71–72.
4. ↑  Górski 1949، صفحات 96–97, 214–215.